# Ciclonul Bhola

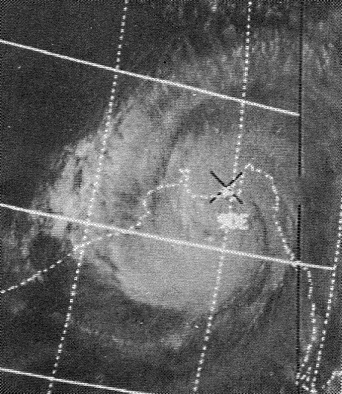
Imagine din satelit a ciclonului Bhola pe 12 noiembrie 1970

Ciclonul Bhola a fost un ciclon tropical devastator, care a lovit Pakistanul de Est (în prezent Bangladesh) și Bengalul de Vest din India, în data de 13 noiembrie 1970. A fost cel mai distrugător ciclon tropical înregistrat vreodată și unul dintre cele mai mortale dezastre naturale ale timpurilor moderne. Până la 500.000 de persoane și-au pierdut viețile în timpul furtunii, în principal din cauza valurilor care au inundat insulele din delta râului Gange. Ciclonul Bhola a fost cel de-al șaselea și cel mai puternic din sezonul ciclonic al anului 1970, în Oceanul Indian de Nord, atingând o forță echivalentă cu cea a unui uragan de Categoria 3.
Ciclonul s-a format deasupra Golfului Bengal la 8 noiembrie și a călătorit spre nord, intensificându-se în tot acest timp. Și-a atins apogeul cu vânturi de 185 km/h la 12 noiembrie 1970, aterizând chiar în acea noapte pe coasta Pakistanului de Est. Furtuna a devastat multe dintre insulele de coastă, anihilând sate și distrugând culturile agricole din regiune. Cel mai rău afectat a fost subdistrictul Thana, din Tazumuddin, unde peste 45% din populația de 167.000 de persoane de aici a fost decimată de furtună.
Din cauza locației geografice și a reliefului său jos (cel mai înalt punct fiind de numai 305 m deasupra nivelului mării), statul Bangladesh este expus riscului furtunilor tropicale. 

## Impact
Cu trei zile înainte să lovească cu toată forța, acest ciclon devastator a fost observat la aproximativ un kilometru la sud de Delta Gangelui în Pakistanul de Est, astăzi Bangladesh. Un raport înaintat din orașul de coastă Cox's Bazar avertiza insulele aflate de-a lungul coastei și zona Deltei fluviului Gange că furtuna fusese localizată în Insulele Andaman și înainta direct spre ei cu o viteză de 16 km/h. Aceste rapoarte au fost ignorate sau minimalizate, deoarece, cu aproape o lună mai înainte, mai fusese elaborat un raport similar și furtuna prevăzută fusese de intensitate minimă, cu foarte puține pierderi de vieți omenești și pagube materiale reduse. Foarte multă lume credea că și de această dată se va întâmpla același lucru.
Valul uriaș a lovit pentru prima dată pe la miezul nopții de 12 noiembrie. El a fost urmat de rafale de vânt cu o viteză de peste 200 km/h care, combinate cu forța apei, au produs pagube uriașe, devastând complet zona de coastă și insulele din Delta Gangelui. Unii oameni au supraviețuit cățărându-se în copaci unde au rămas ore întregi, până a trecut furtuna. Alții s-au urcat pe acoperișurile caselor lor inundate și s-au rugat ca acoperișul să nu fie spulberat de vânt.

## Reacții
După ce furtuna s-a mai potolit, s-a trecut la evaluarea pagubelor. De îndată ce omenirea a aflat de efectele devastatoare ale furtunii, s-a inițiat o campanie de ajutorare, condusă de Statele Unite și Marea Britanie. Avioane de marfă englezești au adus uriașe cantități de mâncare și lucruri de primă necesitate. La fel, elicopterele americane au aruncat cantități masive de alimente. Organizațiile de sprijin din întreaga lume au trimis medici și ingineri ca să ajute la combaterea holerei și a febrei tifoide și pentru a începe anevoioasa muncă de reconstrucție a drumurilor și podurilor, precum și a celorlalte elemente de infrastructură.
Din păcate, guvernul pakistanez nu s-a grăbit să vină în ajutorul oamenilor din Delta fluviului Gange. Guvernele străine au fost mai rapide, mai generoase și mai dornice să acorde sprijin decât propriii conducători ai țării. Această reacție apatică și total inadecvată din partea capitalei Pakistanului, Karachi, a avut drept rezultat, în cele din urmă, o revoluție. Pakistanezii care au supraviețuit ciclonului au declanșat un sângeros război civil pentru a se elibera de dominația Pakistanului și în acest fel a luat naștere statul Bangladesh.